# 四娘物語
《四娘物語》（日语：よつのは）是公司在2006年1月27日發售的戀愛冒險類型成人遊戲。改編OVA及漫畫在2008年發售。

## 系列作品
- DVD版
- 幼なじみとの暮らし方
- お昼の ののたん
- 140センチの雪だるま
- ののと暮らそ!
- OVA
- 漫畫版
- よつのは 〜雪が溶けきる、その前に〜
- よつのは 〜A Journey Of Sincerity〜

## 故事內容
就讀望月學園的主角與少女們，他們所就讀的學校就要廢校了。在離別之際，他們各自寫下時光膠囊一起埋於校園中，並許下了3年後再見的約定。3年之後，依照約定回到廢棄的校園尋找當初埋下的時光膠囊...。

## 登場人物
配音員順序是遊戲 / OVA
結城誠（聲優：無 / 田坂秀樹）
本作的主角，常常為朋友挺身而出。
貓宮野野（聲優：榊原由依 / 同左）
住在結城家隔壁的青梅竹馬，比誠小一歲，每天都會到結城家做家事。講大阪腔（關西腔的一支），緊張時會說不出話來。
柚姬衣織（聲優：草柳順子 / 後藤邑子）
住在結城家，比誠大一歲。
天地祭（聲優：伊吹雫 / 後藤麻衣）
誠的青梅竹馬。
雪亞凜沙（聲優：みる / 矢作紗友里）
誠班上新轉來的轉學生。
結城智之（聲優：大久保健太郎）
誠的哥哥。
芝大輔（聲優：城崎彦太 / 宮下栄治）
誠的同班同學。
山本先生（聲優：事務台車 / 井上和彦）
望月學園的數學老師，同時擔任輕音部的顧問，已婚。
芝裕次郎（聲優：紫陽花）
芝大輔的父親。
佐藤幸惠（聲優：茶谷やすら / 小野涼子）
望月學園的英語老師，畢業於望月學園，比智之小兩歲。
鈴木久美子（聲優：如月葵）
櫻井留伊（聲優：町田亞美 / 井口裕香）
椿蓮（聲優：茶谷靖羅 / 佐佐木望）

## 主題曲
片頭曲
作詞：keikei，作曲：響那良，歌：茶太
片尾曲《shining orange》
作詞：keikei，作曲：響那良，歌：榊原由依

## 
本作的Fan disc。人氣投票第一名猫宮野野的後續故事。

### 登場人物
配音員順序是遊戲 / OVA
結城誠（聲優：無 / 田坂秀樹）
（聲優：榊原由依 / 同左）
南菜菜美（聲優：成瀨未亞/ 福原香織）
（聲優：紫華菫）

### 主題曲
片頭曲：
作詞：keikei、作曲：響那良、歌：榊原由依

## OVA
全年齡的動畫作品，DVD第1卷於2008年2月29日發售，第2卷於2008年3月28日發售。

### 主題曲
片頭曲：
作詞：うらん，作、編曲：大久保薰，歌：榊原由依
片尾曲：
作詞：茶太，作曲：向井成一郎，編曲：島田充，歌：茶太

## 漫畫
OVA的漫畫化在《Megami MAGAZINE》2008年3月號上連載，由Ditama某作画。一本單行本於2008年9月29日發售，為叢書。

## 外部連結
- ハイクオソフト官方網站（页面存档备份，存于）（日語）
- 英文版官方網站 （页面存档备份，存于）（英文）
- PS2版官方網站（日語）
- よつのは/幼なじみとの暮らし方（日語）
- *　*　ののたん・ねっと　*　*（日語）
- OVA版官方網站（日語）
- 《四娘物語》在視覺小說數據庫的頁面 （英文）
- 四娘物語（動畫）在動畫新聞網百科全書中的資料（英文）